# Амир Дургутовић
Амир Дургутовић (Тузла, 17. јануар 1962) бивши је југословенски фудбалер.

## Биографија
Рођен је 17. јануара 1962. у Тузли. Играо је на позицији нападача. Године 1984. дебитовао је за први тим Борца из Бања Луке. Највећи успех са Борцем је остварио када су освојили Куп Маршала Тита 1988. године. Победили су у финалу купа са 1:0 Црвену звезду на стадиону ЈНА, а Дургутовић је био асистент код гола Лупића.
У каријери је још наступао за Сутјеску из Никшића, Аданаспор и Звијезду из Градачца.
Дургутовић често наступа за ветеране клуба из Платонове, поготово када се обележавају јубилеји успеха. Једно време је радио као фудбалски тренер, а био је спортски директор Звијезде Градачац.

## Трофеји
- Борац Бања Лука
  - Куп Југославије: 1988.